# Depressie (anatomie)
Depressie is de neerwaartse beweging van een gewricht. Het tegenovergestelde is elevatie.
Een voorbeeld van elevatie is bij de schoudergordel waarbij het schouderblad vanuit de neutrale uitgangshouding, de anatomische houding, langs de ribbenkast omlaag wordt getrokken. 

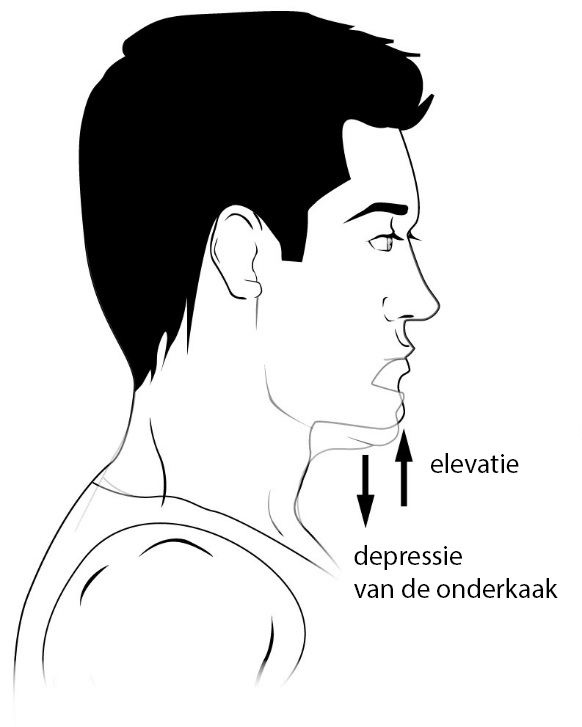